# Такахаги, Ёдзиро
Ёдзиро Такахаги (яп. 高萩 洋次郎 Такахаги Ё:дзиро, род. 2 августа 1986) — японский футболист, полузащитник клуба «Токио», выступающий на правах аренды за «Тотиги».

## Карьера
Выступал за японские клубы «Санфречче Хиросима» и «Эхимэ».
14 января 2015 года перешёл в австралийский «Уэстерн Сидней Уондерерс». 6 июня 2015 года покинул «Уондерерс».

## Национальная сборная
В 2013 году сыграл за национальную сборную Японии 2 матча.

### Матчи за сборную
| Сборная Японии | Сборная Японии | Сборная Японии |
| Год            | Матчи          | Голы           |
| -------------- | -------------- | -------------- |
| 2013           | 2              | 0              |
| Итого          | 2              | 0              |

## Достижения
- Чемпион Джей-лиги: 2012, 2013
- Чемпион Кей-лиги: 2016
- Обладатель Кубка Корейской футбольной ассоциации: 2015